# Rumiko Tani
 (août 2024).
Si vous disposez d'ouvrages ou d'articles de référence ou si vous connaissez des sites web de qualité traitant du thème abordé ici, merci de compléter l'article en donnant les références utiles à sa vérifiabilité et en les liant à la section « Notes et références ».
Rumiko Tani (谷ルミコ, Tani Rumiko), de son vrai nom Rumiko Chigi (千木留美子, Chigi Rumiko), alias Chinatsu Miyoshi (三佳千夏, Miyoshi Chinatsu) en 1999-2000, née le 14 août 1979 à Tokyo (Japon), est une chanteuse japonaise, naturalisée sud-coréenne en 2006. Elle débute en tant que soliste au sein du Hello! Project en 1999 sous l'alias Chinatsu Miyoshi, et participe à divers émissions et concerts du H!P jusqu'à son départ en octobre 2000, après avoir sorti trois singles. Elle commence une nouvelle carrière de chanteuse en Corée en 2005 sous le nom Rumiko Tani et enregistre plusieurs titres pour la bande originale du film Kokkuri-san. Elle annonce son mariage avec le chanteur coréen Kim Jung Min en octobre 2006, et demande sa naturalisation en conséquence.

## Discographie
Singles (en tant que Chinatsu Miyoshi)
- 1999.08.04 : Unchain My Heart
- 1999.11.10 : Love, Yes I Do!
- 2000.05.31 : Anata no Shirts to Love song (あなたのシャツと Love song)

Albums (participation en tant que Rumiko Tani)
- 2005.04.08 : Kokkuri-san Original Soundtrack (コックリさん オリジナルサウンドトラック)

## Liens
- (ja) Profil officiel de Rumiko Tani sur PAL Records
- (ja) Up-front Works: discographie officielle de Chinatsu Miyoshi
- (en) Fiche sur le site Jpop en anglais "theppn"